# Павлиш
Павли́ш — селище в Україні, в Онуфріївській селищній громаді Олександрійського району Кіровоградської області. Колишній центр Павлиської селищної ради.
Засноване 1739 року. Статус селища міського типу надано 1938 року.

## Історія

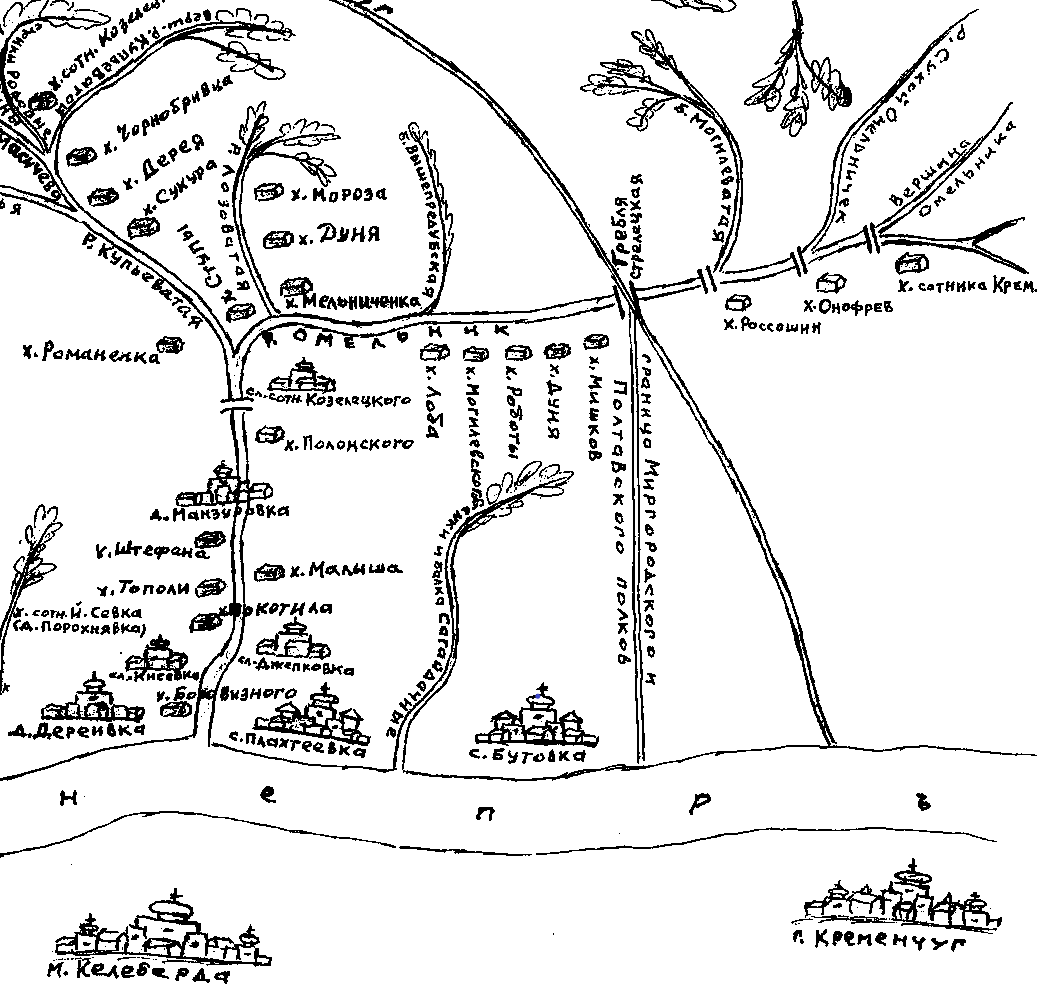
[http://library.kr.ua/elib/pivovar/pivo07.html Фрагмент копії карти задніпрянських володінь Келебердянської і Переволочанської сотень Полтавського полку 1752 року із зображенням населених пунктів на території сучасного Онуфріївського району

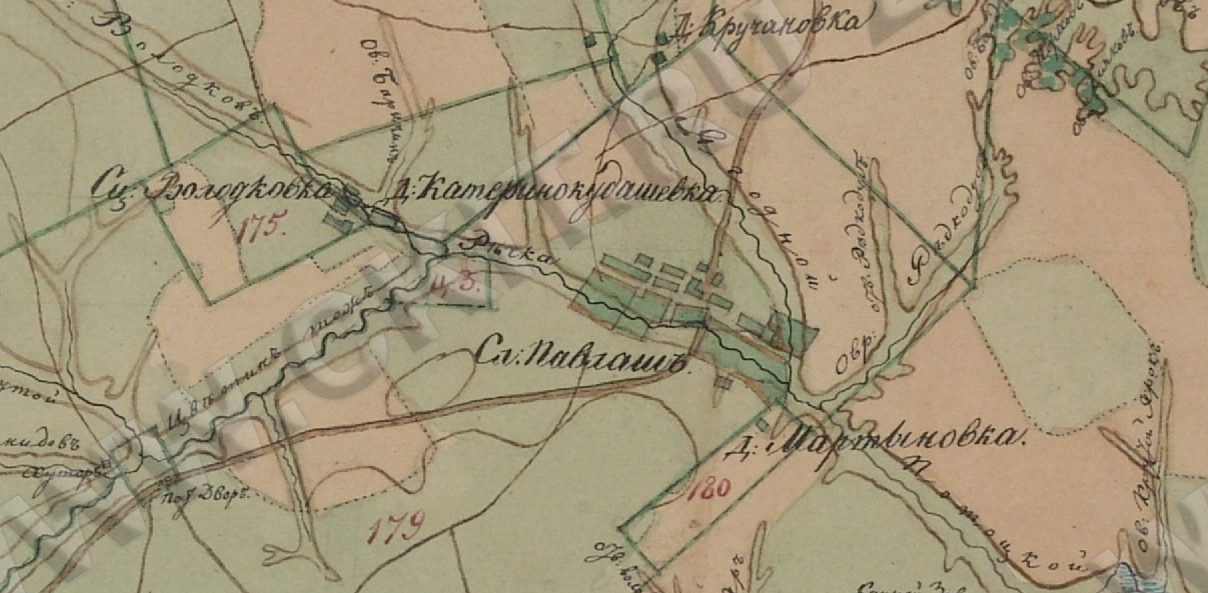
Павлиш, Катерино-Кудашівка (Сметанівка), Мартинівка та Володківка (складові сучасного Павлиша) на плані генерального межування Олександрійського повіту 1795 року

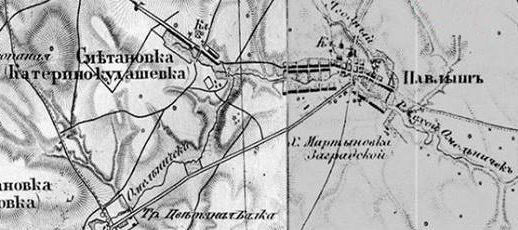
Павлиш з околицями на військово-топографічній карті Шуберта та Тучкова 1869 року

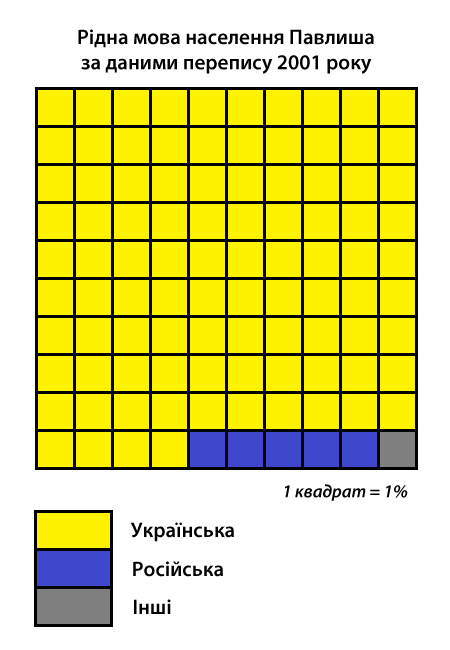
Рідна мова населення Павлиша за даними перепису 2001 року

### Назва
За період свого існування селище Павлиш змінювало свою назву. Так, від 1739 до 1752 року населений пункт на території сучасного Павлиша мав назви хутір сотника Кременчуцького, хутір Федора Гаврилова, село Омельничок. Назви пов'язані з прізвищем та посадою засновника, а також розташуванням поселення на р. Сухий Омельничок. Від 1752 до 1758 року називався Святосимонівським шанцем (від назви церкви Св. Симона в Мишуриному Розі, де попередньо планувалося розмістити шанець). Від 1758 до сьогодні — Павлиш, походить від назви селища Павліш общини Вршаць Південно-Банатського округу Автономного Краю Воєводина Республіки Сербія. Крім цього, в документах другої половини XVIII ст. зустрічаються назви «Бутовський шанець» або «Шанці Бутовського». Вони пов'язані з постаттю Олександра Юрійовича Бутовського.

### Заснування поселення
Селище Павлиш засноване у 1739 році Кременчуцьким сотником Федором Гавриловим (Федір Гаврилович Ілляшенко). Першими поселенцями були: Роман Сопілат, Степан Подварчаненко, Іван Нестеренко, Іван Голь, Кіндрат Седнь, Данило Гончаренко, Спиридон Колесник, Панас Шевченко, Грицько Голь (більшість з них вихідці з Кременчука).

### Нова Сербія(1752—1764)
З утворенням Нової Сербії на місці хутора сотника Кременчуцького було створено шанець, що отримав назву Святосимонівський. Хоча розміщення цього шанцю спочатку планувалося в Мішуриному Розі, а назва походила від тамтешньої церкви, але так як Мішурин Ріг було відведено до Новослобідського козацького полку, і відповідно, він не входив до складу Нової Сербії, то шанець розмістили на місці хутора сотника Кременчуцького, але назву не змінили. У реєстрі 1753 року поселення було записане як Святосимонівський шанець. За шанцем була закріплена 18 рота Пандурського полку.

### Новоросійська губерніятаКатеринославське намісництво(1764—1802)
Землі ліквідованої Нової Сербії та Новослобідського козацького полку було об'єднано, Павлиш став казенним селом та увійшов до складу Єлисаветградської провінції Новоросійської губернії. Адміністративним центром (губернським містом) був Кременчук. Павлиш був у складі Жовтого гусарського полку цієї провінції. Після ліквідації Запорозької Січі було реорганізовано адміністративний устрій губернії. У 1776 році губернія та її провінції були поділені на повіти. Павлиш увійшов до Крюківського повіту. Від 1782 року провінції було ліквідовано, губернія поділялася лише на повіти. У цей час у селі мешкало 338 чоловіків та 292 жінки.

Саме на період Новоросійської губернії припадає заснування в селі церкви. Стрітенська церква заснована у 1776 році. У церковних книгах кінця XVIII ст. є такий запис:
«…в казенном селении Павлишском Стретения Господня церковь деревянная, прочная; в ней сосуды серебреные, ризницию достаточна. Прихожане — казенные поселяны и помещичье крестьяни. Ктитор — Иосиф Гончаренко. Дворов — 148, мужского пола — 595, женского пола — 559, земли 33 десятин».

### Херсонська губернія(1802—1917)
У 1802 році територію Новоросійської губернії розділили на три губернії. Павлиш відійшов до Єлисаветградського повіту Миколаївської губернії, яка 15 травня 1803 року була перейменована на Херсонську. У 1806 році з частини Єлисаветргадського повіту було утворено Олександрійський. Закріплення Павлиша за Олександрійським повітом Херсонської губернії залишалось незмінним майже до кінця існування Російської імперії.
Починаючи від 24 грудня 1818 року, Павлиш планувалося організувати як військове поселення, що входило до складу Воєнного ордена Кірасирського полку. У 1820 році в селі налічувалося 487 осіб чоловічої статі, яким належало 2366 десятин та 125 сажнів землі.
Перетворення села на військове поселення почалося лише у 1821 році. Селян було поділено на три розряди. До першого належали господарі, що мали дві пари волів, до другого — з однією парою волів і до третього — ті, що зовсім не мали тягла. Поселенці першого розряду одержували 12 десятин орної землі і сінокосів, другого — 6 десятин, третього — 3 десятини. Троє господарів різних розрядів складали «номер», який мусив утримувати солдата-постояльця. Крім того, чоловіки від 16 до 60 років, а жінки до 50 років повинні були працювати на казну. Селяни, невдоволені такими заходами, чинили опір. Хоча, на відміну від інших селищ району, над павлишанами не велося розправ, як у Зибковому, чи повного виселення населення, як у Плахтіївці. Лише після того, як в 1835 році в селищі було розміщено два взводи відставних солдат, адміністрації округу вдалося перевести на статут військових поселенців селян Павлиша. В обов'язки військових поселенців входили не лише польові роботи, а й спорудження казарм і казенних будинків, перевезення військових вантажів з Крюківського інтендантства в Севастополь та Одесу (особливо під час Кримської війни 1853—1856 рр.).
Після ліквідації військових поселень у Павлиші налічувався 241 двір з 659 жителями чоловічої та 694 жіночої статі. Також в селі з'явилася кам'яна православна церква і школа. У Сметанівці (нині частина Павлиша) було 35 дворів, 123 жителя чоловічої статті та 122 жителя жіночої статі. В селі працювали казенний черепичний завод, 15 вітряків, поштова станція. У 1871 році Павлиська громада одержала від держдепартаменту земельних справ документи на володіння землею. Згідно плану за селом закріплювалося 4696 десятин і 970 сажнів землі, у тому числі орної — 3960 десятин і 257 сажнів. Мешканці Павлиша одержали в середньому по 5,6 десятини на двір і платили щороку викуп. Для церковних служителів відмежовано 50 десятин польової землі та луків.
У 80-х роках XIX ст. в селі починають розвиватися промисловість для переробки сільськогосподарської сировини й торгівля. У 1886 році в Павлиші було 20 млинів, 2 олійні, 2 кузні, 10 крамниць. Через Павлиш пройшла залізниця Балта-Крюків, що будувалася протягом 1865—1869 рр. З 1892 року в селі двічі на місяць збиралися ярмарки, де торгували переважно кіньми та худобою. Збільшилося і населення Павлиша. Станом на 1886 рік у селі, центрі Павлиської волості Олександрійського повіту Херсонської губернії, мешкало 1890 осіб, налічувалось 343 дворових господарства, існували станова квартира 1-го стану, православна церква, школа, лікарня, поштова станція, 7 лавок, 2 постоялих двори. За 2 версти — залізнична станція, буфет. Відомо, що у 1886 році із 105 селянських дворів пішло на заробітки 138 чоловік. Хлопці подалися на будівництво залізниць Знам'янка — Миколаїв, Користівка — П'ятихатки, на родовища Криворіжжя; дівчата працювали на поміщиків і німців-колоністів, наймитували в містах. Становище таких заробітчан описав у багатьох своїх творах російський письменник Максим Горький. Героїнею його повісті «Мальва», у якій зображено побут і життя сезонних робітників на рибних промислах півдня, стала жінка з Павлиша. У 1896 році в селі налічувалося 489 дворів, в яких проживало 3179 чоловік.
Низьким був освітній рівень селян. У 1886 році із 2635 мешканців Павлиша лише 292 знали грамоту. Працювала тільки одна народна школа, яку відвідувало 73 хлопчики і 10 дівчаток. Багато дітей шкільного віку не мали змоги вчитися. 1895 року 28 дітей залишилися поза школою через відсутність місць. У 1900 році відкрилася однокласна, а через 10 років — і двокласна земська школа. Але і в них навчалася незначна кількість дітей. 1912 року в Павлиші відкрито земську бібліотеку-читальню.
Восени 1905 року місцеві селяни брали участь у розгромі графського маєтку в Онуфріївці та інших економій, зокрема поміщиці Шапопшикової з хутора Веселе, що за 4 км від Павлиша. Революційні виступи були придушені. Під впливом робітничого революційного руху селяни починали висувати політичні вимоги. Так, у газеті «Северный голос» від 7 грудня 1905 року вміщено рішення селянської сходки Павлиша, прийняте з ініціативи вихідця з місцевих селян шахтаря криворізьких рудників Д. І. Походія. Після поразки революції 1905 року почалося переслідування учасників революційних виступів, заарештовано і засуджено Д. І. Походія.
Фактично проігнорували жителі Павлиша столипінську аграрну реформу. Лише два заможних землевласника з громади вийшли на відруби. У 1911 році зареєстровано 28 випадків продажу землі бідняками, частина яких після цього вибувала з села.
Перша Світова війна (в ній взяло участь 490 ч. жителів села) внесла свої корективи у розвиток Павлиша. Процвітаюче і багате село зубожіло й деградувало. Так, у 1916 році з 751 селянського двора 177 зовсім не мали посівів, 239 обробляли до 3 десятин землі, 376 були без робочої худоби і 389 — без корів.
Протягом 1915—1917 рр. у Павлиші був розквартирований 8-й кавалерійський Лубенський запасний полк. Коли сталася Лютнева революція, у ньому обрано полковий комітет, керівництво яким захопили есери та меншовики. Це впливало на роботу селянського комітету, що утворився тут після повалення царизму у квітні 1917 року і займався, головним чином, продовольчими питаннями. Коли звістка про перемогу збройного повстання в Петрограді дійшла до Павлиша, у Лубенському полку почалися масові мітинги. На них виступали більшовики, які прибували з Кременчука та Харкова. В полку виникла стихійна демобілізація.

### Визвольні змагання(1917—1921)
В листопаді у селі створено партійний осередок більшовицьких окупантів у складі 10 чоловік та ревком, головою якого став солдат-фронтовик П. С. Таран. Хоч у повітовому місті Олександрії влада ще перебувала в руках представників Центральної ради, в Павлиші їх вказівки не виконувалися. Було сформовано Червоний взвод із 20 павлишан на чолі з О. Ф. Малолітком.
Станом на грудень 1917 року Павлиш перебував під владою Центральної Ради. 29 січня 1918 року загін червоних бійців встановив у селі радянську владу, проте вже 20 березня через станцію Павлиш йшли ешелони з кайзерівськими військами, які на деякий час сприяли звільненню селища від більшовиків.
В межах Косівської та Павлиської волостей Олександрійського повіту більшовицький контроль над залізничними вузлами встановлювали бійці «Крюківського ударного загону по боротьбі з контреволюцією» на чолі з етнічним кавказцем, 17-річним Симоном Текнеджанцом. Його ім'я стало широко відомим після вдалого роззброєння військового козацького ешелону. 4 січня 1918 року «летючий» розвідувальний підрозділ загону під орудою І.Січного зайняв Бурти, Павлиш та Лікарівку.
Станом на 1919 рік Павлиш був підконтрольний отаману Григор'єву, а після його смерті і до 1921 року командиру Степової дивізії холодноярському отаману «Блакитному». В більшовицьких документах того часу зазначалося: «…В районах Павлыша и Лекаревки оперируют банды численностью 1000 человек. Организовано было по уезду 23 волостных и 132 сельских Комнезаможей, работало 22 инструктора. Теперь организованная работа прекратилась из-за бандитизма…»(28 серпня 1920), «…Уезд охвачен бандитизмом. Главные бандитские силы сконцентрировались в Красно-Каменской, Бого-Явленской, Куколовской, Звенигородской волостях во главе с атаманом Клипачем. Мелкие отряды Хмары, Сирко, Бабенко оперируют в Васильевской, Цыбулевской, Петровской, Диковской, Павлышской волостях…» (30 серпня 1920).

### Німецько-радянська війна(1941—1943)
В перші дні німецько-радянської війни понад 700 чоловік пішли до лав Червоної Армії. Люди похилого віку, жінки та підлітки будували оборонні укріплення на підступах до Кременчука. В селищі було створено винищувальний загін у складі 72 чоловік для боротьби з диверсантами та парашутистами. В середині липня павлиські колгоспи переправили громадське майно, худобу в глибокий тил. Туди ж евакуйовано трактори та комбайни МТС.
6 серпня 1941 року серпня передові частини 5-ї танкової дивізії СС"Вікінг" та 13-ї танкової дивізії 3-го моторизованого корпусу 1-ї танкової групи окупували Павлиш. Селище знаходилося під окупацією від 6 серпня 1941 до 25 листопада 1943 року. Адміністративно входило до Онуфріївського району крайсґебіту Олександрія генералбезірку Миколаїв Райхскомісаріату Україна. В період окупації в селищі на подвір'ї МТС було створено концтабір, де протягом 1941—1942 рр. було знищено понад 3,4 тис. військовополонених. Сьогодні на місці колишнього табору знаходиться меморіальний комплекс.
У ході проведення Знам'янської наступальної операції радянських військ 25 листопада 1943 року в селище ввійшли частини 252-ї стрілецької дивізії 53-ї армії та 110-ї гвардійської стрілецької дивізії 5-ї гвардійської армії. На мармурових плитах обеліска, спорудженого на честь тих, хто загинув у боротьбі з нацистами, є прізвища 257 павлишан.
Бойові дії завдали великих збитків селищу: було підірвано залізничний вокзал, станційну водонапірну башту, залізничний міст через Омельничок, знищено всі мости на шосейних і гужових дорогах, спалено склади «Заготзерна», колгоспні ферми, лікарню, житлових будинків. Перед відступом польова жандармерія розстріляла 14 чоловік та погнала на захід понад 100 мешканців селища.

### Післявоєнний період
Відлуння «Празької весни» докотилося до селища Павлиш Онуфріївського району Кіровоградської області, де 4 вересня 1968 р. була розповсюджена листівка: «Вступайте у патріотичні сили України. Підтримуйте визвольний рух в Чехословаччині. Павлиш — встань на захист свободи народу Чехословаччини!».

## Населення

### Мова
Розподіл населення за рідною мовою за даними перепису 2001 року:
| Мова            | Кількість | Відсоток |
| --------------- | --------- | -------- |
| українська      | 4593      | 94.08%   |
| російська       | 235       | 4.82%    |
| вірменська      | 24        | 0.49%    |
| румунська       | 16        | 0.33%    |
| білоруська      | 6         | 0.12%    |
| угорська        | 1         | 0.02%    |
| грецька         | 1         | 0.02%    |
| інші/не вказали | 6         | 0.12%    |
| Усього          | 4882      | 100%     |

## Видатні люди

Пам'ятник на могилі Василя Сухомлинського.

- Пам'ятник на могилі Василя Сухомлинського. У 1947—1970 роках директором Павлиської середньої школи працював Сухомлинський Василь Олександрович — Герой Соціалістичної Праці. Меморіальний музей Сухомлинського є об'єктом туризму.
- У селі народився Сергій Терентійович Васильєв (1897—1944) — генерал-майор інтендантської служби, начальник тилу 38-ї армії 1-го Українського фронту.
- У Павлиші народилася мати Мартіна Купера — американського інженера та фізика, члена Національної інженерної академії США, який здійснив перший дзвінок по мобільному телефону. Купер є співзасновником численних успішних компаній зв'язку разом зі своєю дружиною та діловим партнером, Арлін Гарріс. Вони тікали у 1917 році з України від війни і погромів різними шляхами, а познайомилися вже на чужині. Батько Мартіна Купера народився та проживав до еміграції в США у селі Северинівка, яка пізніше стала частиною Ірпеня (нині місто Ірпінь, вулиця Северинівська)[26].
- У селі 14 серпня 1937 року народився Володимир Олександрович Базилевський — український письменник, літературний критик, перекладач, лауреат Шевченківської премії.
- Жаленко Катерина Марківна — депутат Верховної Ради УРСР 11-го скликання.
- Пономаренко Сергій Олександрович (1982—2015) — молодший сержант Збройних сил України, учасник російсько-української війни.
- Шаповал Надія Семенівна (1926—1992) — Герой Соціалістичної Праці (1950).
- Шевченко Іван Іванович — поет, молодняківець та плужанин.
- Діденко Катерина (*01.03.1928, Павлиш) — одна з будовниць храму Свято-Покровської УАПЦеркви (Австралія).
- Порплиця Алла Сергіївна (2000—2022) — військовослужбовиця ОЗСП «Азов» Національної гвардії України, учасниця російсько-української війни.
- Пономарьов Іван Павлович (1993-2023) — активний учасник революції Гідності, учасник російсько-української війни (57-ма окрема мотопіхотна бригада (Україна) 1-й стрілецький батальйон окремий кулеметний взвод).

Брав участь у боях за Сєвєродонецьк, Лисичанськ. Брав участь у деокупації Херсонщини.
Загинув 24 березня у боях за єдину дорогу до м.Бахмут.
- Більчич Віктор Юрійович (1991 - 2023) учасник російсько-української війни (69 окремий стрілецький батальйон,окремий кулеметний взвод (Україна), 117 окрема механізована бригада (Україна) 2 механізований батальйон, командир бойової машини.

Брав участь у боях за с. Мар'їнку, м. Бахмут, м. Соледар. Деокуповував Харківщину. Загинув 8 серпня під час українського контрнаступу в Запорізькій області при звільненні н.п. Роботине.
Нагороджений Орденом "За мужність" III ступеню (посмертно), наказ Президента України №687/2023 від 12.10.2023.

## Цікаві факти
У Павлиші проводились зйомки російського серіалу «Надежда как свидетельство жизни». На початку серіалу можна спостерігати краєвид Павлиша з висоти пташиного польоту.

## Галерея

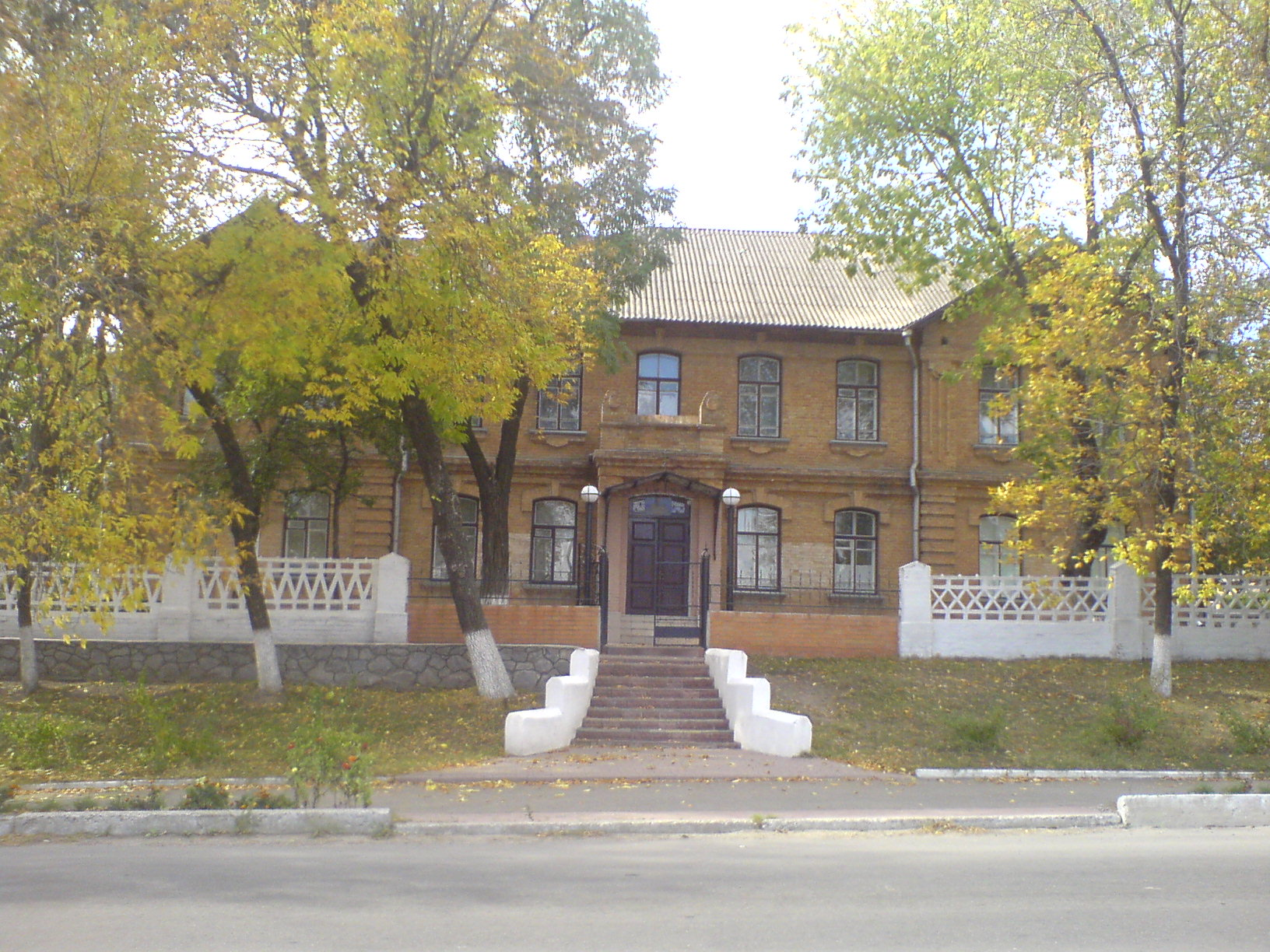
Павлиська школа-ліцей ім. В. О. Сухомлинського
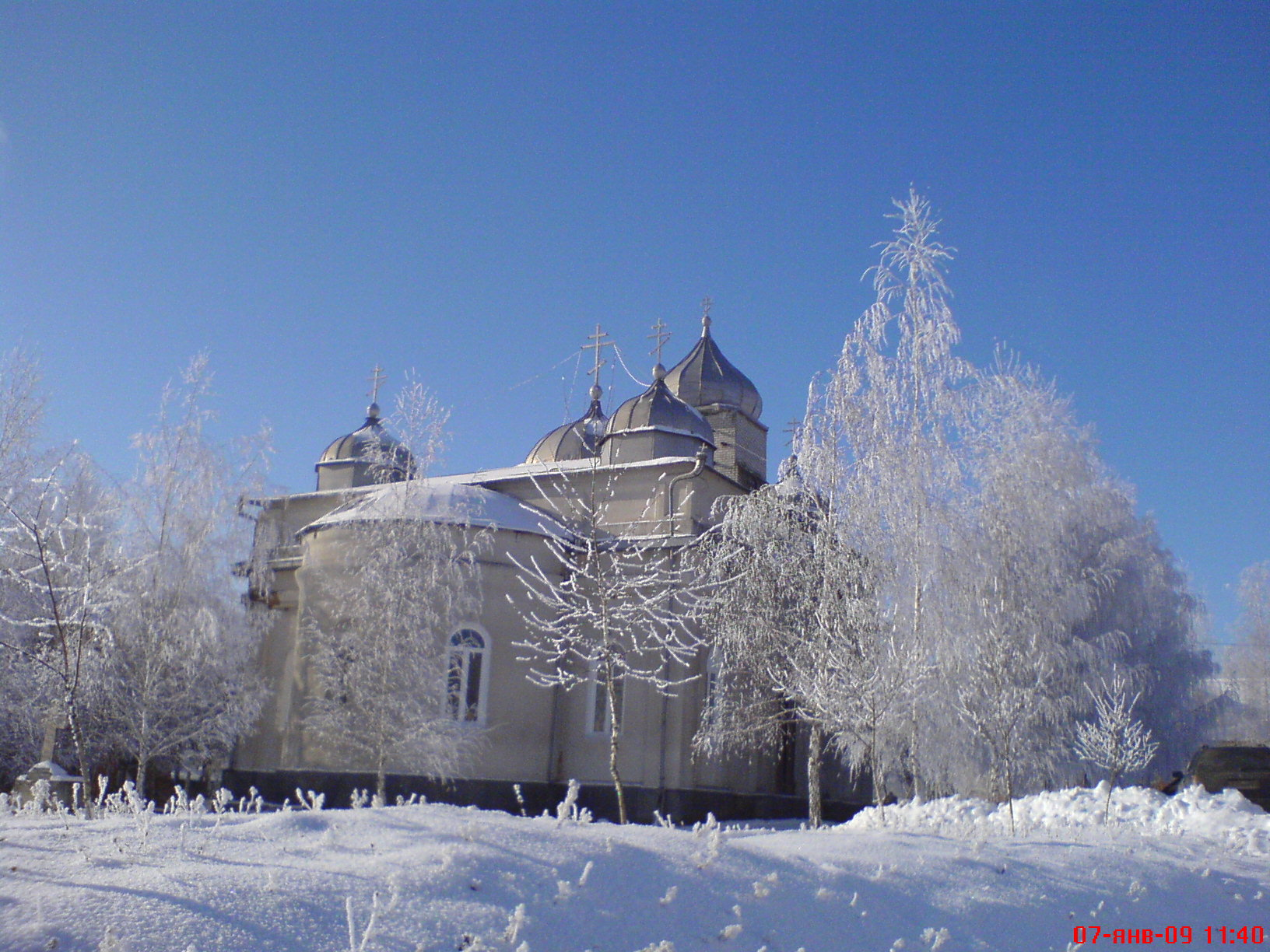
Храм Вознесіння Господнього
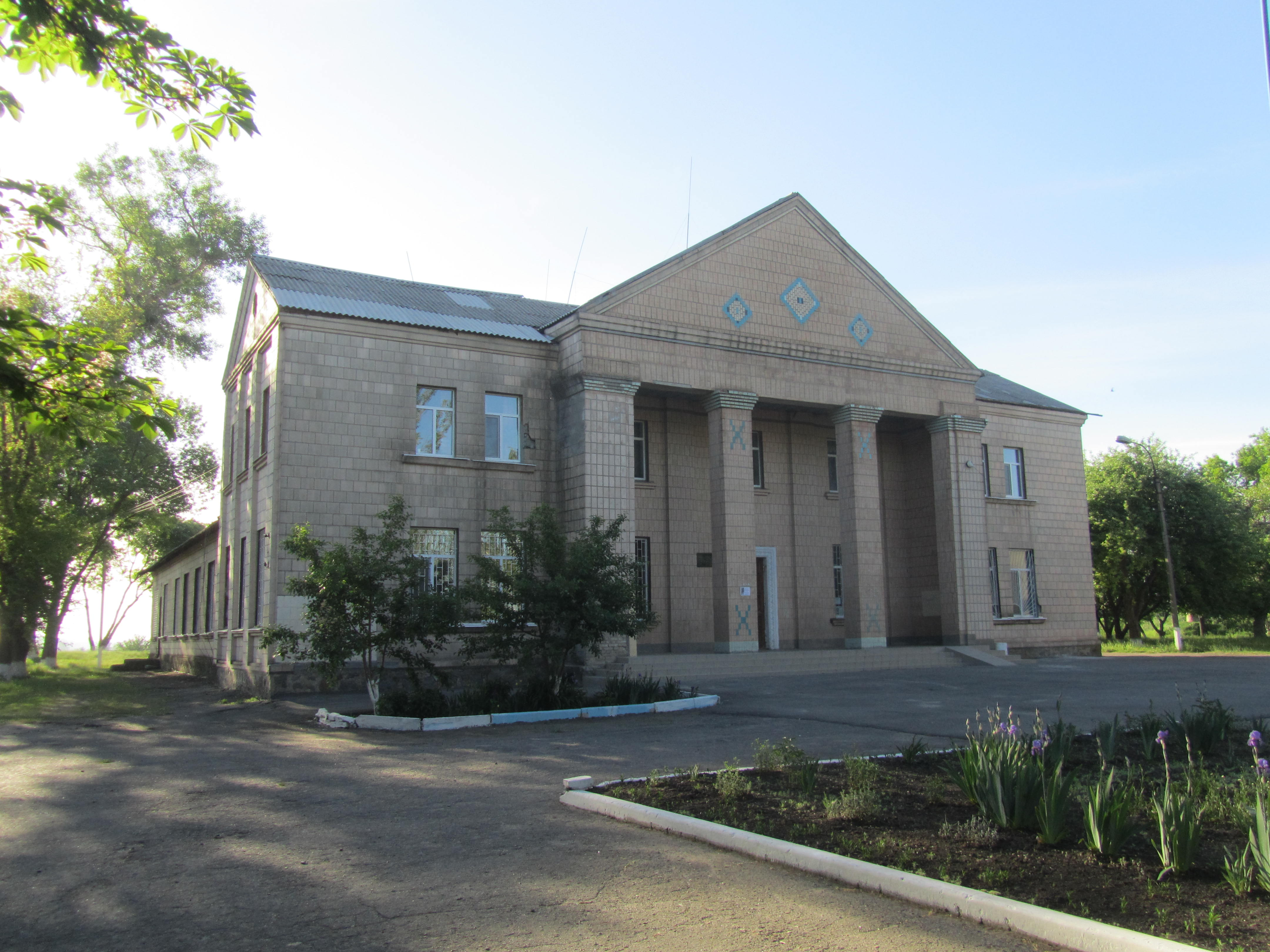
Будинок культури імені І. І. Шевченка
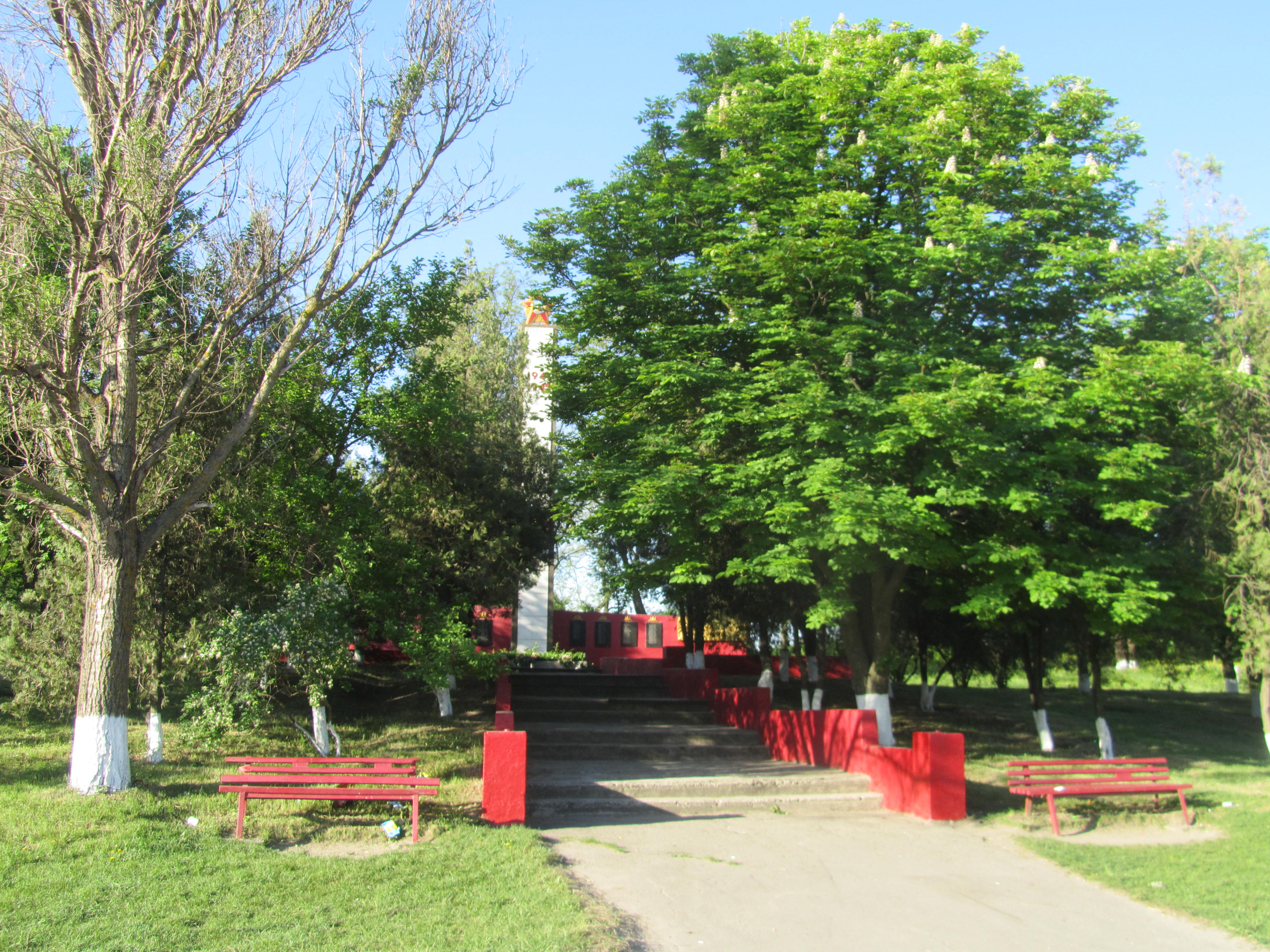
Обеліск Слави
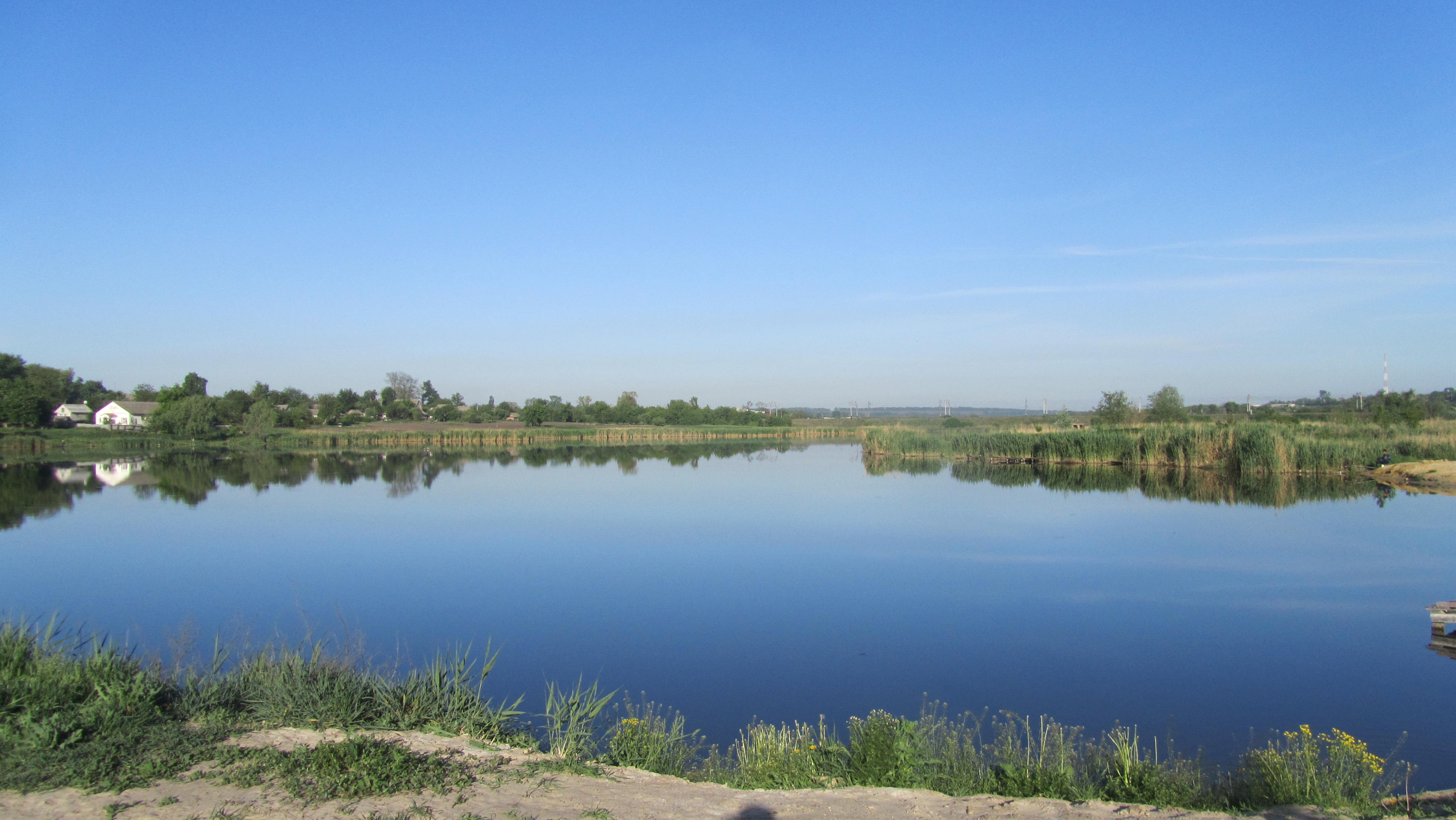
Вид на став р. Сухий Омельничок з центру селища
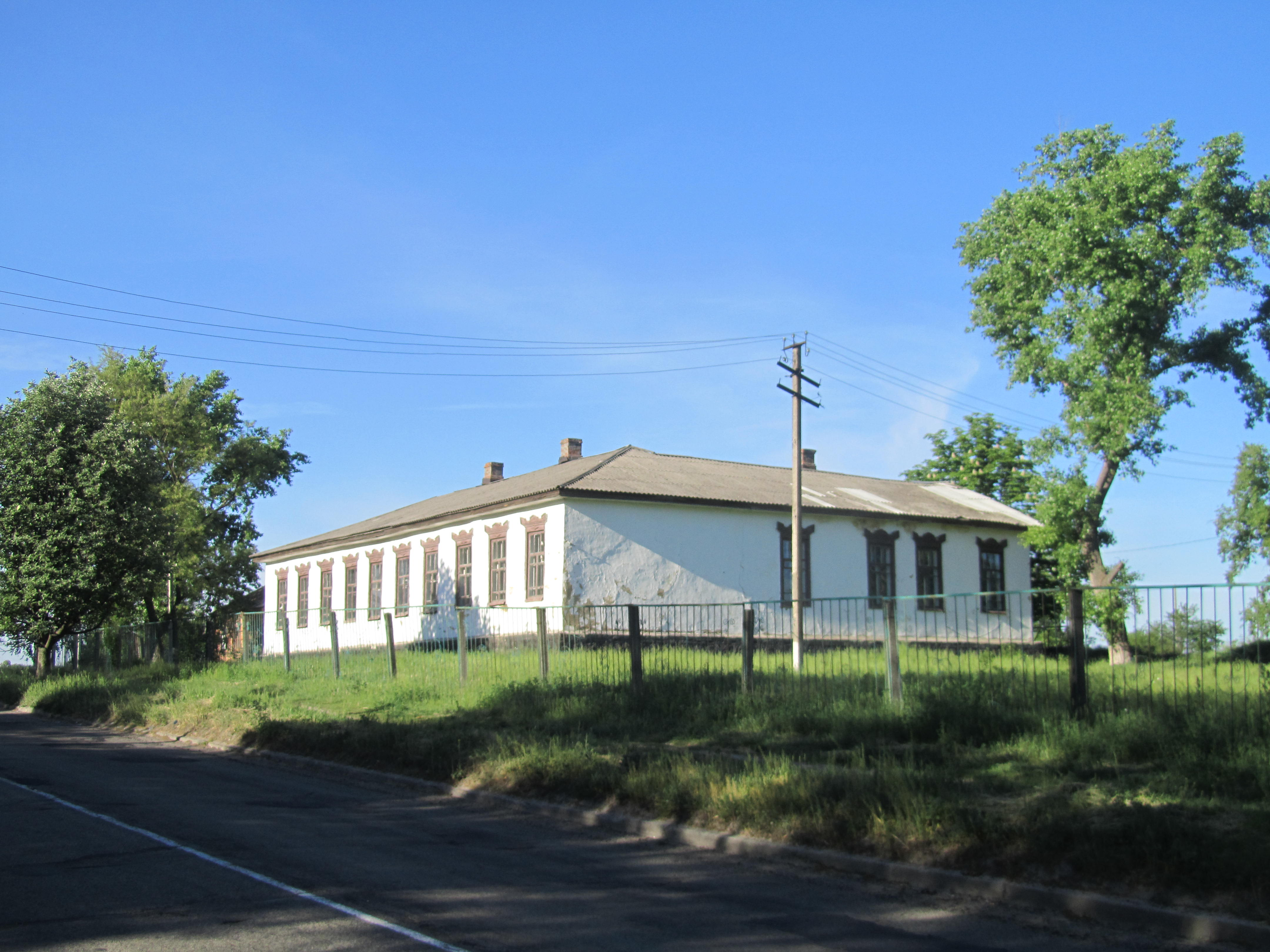
Будівля школи естетичного виховання («Біла школа»). На сьогодні зруйнована